# ميرال الطحاوي
ميرال الطحاوي (ولدت في محافظة الشرقية سنة 1968) هي روائية وقاصة وأكاديمية مصرية تعمل أستاذًة للأدب العربي بجامعة أريزونا. صدرت لها عدة روايات وبعض الأعمال النقدية.

## حياتها
ولدت ميرال الطحاوي سنة 1968، في مدينة الحسينية بمحافظة الشرقية، في أسرة تنتمي إلى أصول بدوية، وكانت الصغرى بين سبعة إخوة كانوا جميعًا من الذكور ما عدا ميرال وشقيقة أخرى. حصلت على درجة الليسانس في اللغة العربية من جامعة الزقازيق، ثم عملت بالتدريس، قبل أن تنتقل إلى القاهرة ـ رغم إرادة أسرتها ـ في السادسة والعشرين من عمرها وتلتحق بجامعة القاهرة، لتحصل على درجتي الماجستير والدكتوراه.
نشرت ميرال الطحاوي أول أعمالها ـ وكانت مجموعة قصصية ـ سنة 1995، وفي العام التالي أصدرت روايتها الأولى «الخباء».
التحقت ميرال الطحاوي بهيئة تدريس جامعة القاهرة، ثم انتقلت في سنة 2007 إلى الولايات المتحدة، حيث عملت أستاذًا مساعدًا بقسم اللغات الأجنبية بجامعة الأبالاش (بالإنجليزية: Appalachian State University)‏ في ولاية نورث كارولاينا، ومنسقًا لبرنامج اللغة العربية بالجامعة، وتعمل حاليًا أستاذة مساعدة بجامعة ولاية أريزونا.
حققت روايتها «بروكلين هايتس» نجاحًا نقديًا كبيرًا، وفازت عنها بجائزة نجيب محفوظ للرواية العربية، كما وصلت الرواية إلى القائمة القصيرة لجائزة البوكر العربية.

## كتاباتها

### مجموعات قصصية
- ريم البراري المستحيلة (1995)[4]

### روايات
- الخباء (1996، ترجمها إلى الإنجليزية أنطوني كولدربانك)
- الباذنجانة الزرقاء، 1998 (ترجمها إلى الإنجليزية أنطوني كولدربانك)
- نقرات الظباء، 2002 (ترجمها إلى الإنجليزية أنطوني كولدربانك)
- بروكلين هايتس (رواية)، 2010.
- امرأة الأرق (سلسلة كتابات جديدة، الهيئة العامة للكتاب، 2012)[7]
- أيام الشمس المشرقة (رواية)، 2022.[8]

## الجوائز
- جائزة الدولة في الرواية عن روايتها الأولي الخباء
- جائزة نجيب محفوظ للرواية العربية عن روايتها «بروكلين هايتس» (2010)[9]
- وصلت روايتها «بروكلين هايتس» إلى القائمة القصيرة لجائزة البوكر العربية لسنة 2011.[10]